# 卷桥水库
卷桥水库是中国湖北省荆州市公安县境内的一座水库，位于牛浪湖支流上，建于1972年。水库正常库容为720万立方米，集雨面积为16平方千米，海拔为50.7米。